# Herne (Germania)
Herne è una città extracircondariale di 156 621 abitanti della Renania Settentrionale-Vestfalia, in Germania. 

## Geografia antropica
Herne è suddivisa in quattro distretti urbani (Stadtbezirk), i quali a loro volta si suddividono in quartieri (Ortsteil):
- Herne-Mitte, con i quartieri:
  - Baukau-Ost
  - Holsterhausen
  - Mitte
  - Süd
- Eickel, con i quartieri:
  - Eickel
  - Röhlinghausen
  - Wanne-Süd
- Sodingen, con i quartieri:
  - Börnig/Holthausen
  - Horsthausen
  - Sodingen
- Wanne, con i quartieri:
  - Unser Fritz/Crange
  - Wanne
  - Baukau-West

## Amministrazione

### Gemellaggi
Herne è gemellata con:
- Hénin-Beaumont, dal 1954
- Wakefield, dal 1956
- Ometepe, dal 1988
- Belgorod, dal 1990
- Eisleben, dal 1990
- Konin, dal 1991
- Beşiktaş